# Омбелла-Мпоко
Омбелла-Мпоко (фр. Ombella-M'Poko; санго Sêse tî kömändâ-kötä tî Ömbëlä-Pökö) — префектура на юго-западе Центральноафриканской Республики.
- Административный центр — город Бимбо.
- Площадь — 31 835 км², население — 304 025 человек (2003 год).

## География
Граничит на юге с префектурой Лобае, на западе с префектурами Мамбере-Кадеи, Нана-Мамбере и Уам-Пенде, на севере с префектурой Уам, на востоке с префектурой Кемо, на юго-востоке с Демократической Республикой Конго по реке Убанги. На юге префектуры находится столичный округ Банги.

## Субпрефектуры
- Бимбо
- Боали
- Дамара
- Ялоке-Боссембеле